# Tufești
Tufești est une commune roumaine située dans le județ de Brăila.

## Démographie
En 2021, la population était de 4 446 habitants.